# Voleibol nos Jogos Mundiais Militares de 2011 - Feminino
O torneio de voleibol em quadra feminino nos Jogos Mundiais Militares foi realizado no Ginásio do Maracanãzinho e no Colégio Militar do Rio de Janeiro entre 17 de Julho a 23 de Julho de 2011.
As seis equipes jogaram em grupo único. Cada equipe jogou com todos as outras equipes do grupo. Cada vitória valeu 3 pontos, e uma derrota 0 ponto. Caso o jogo fosse decidido no tie-break, a vitória valeria 2 pontos e a derrota 1 ponto. As duas primeiras equipes disputaram a medalha de ouro. Os terceiros e quarto colocados disputaram a medalha de bronze. As duas últimas equipes disputaram o 5º lugar.

## Medalhistas
|  | BRA Brasil |  | CHN China |  | GER Alemanha |
|  | Fernanda Berti Regiane Bidias Juciely Barreto Natasha Farinéa Valeska Menezes Veridiana Fonseca Dayse Figueiredo Fernanda Garay Ana Cristina Porto Camilla Adão Monique Pavão Michelle Pavão |  | Congcong Liu Linfen Zhu Yanhan Liu Nan Wang Shen Jing Si Linlin Fan Yao Chen Zuo Ting Yun Bai Xiaoqing Sun Wuang Yan Lin Wang |  | Kristin Kaspersky Tina Bents Janine Hinderlich Stephanie Müller Kristin Kowollik Mona Akuamoa-Boateng Eileen Heidepriem Birgit Thumm Claudia Friebe Daniela Dieckmann Frederike Fischer Sina Kostorz |

## Primeira fase

### Grupo Único
|     |                |     | Jogos | Jogos | Jogos | Pontos | Pontos | Pontos | Sets | Sets | Sets   |
| Pos | Equipe         | Pts | T     | V     | D     | V      | P      | R      | V    | P    | R      |
| --- | -------------- | --- | ----- | ----- | ----- | ------ | ------ | ------ | ---- | ---- | ------ |
| 1   | Brasil         | 15  | 5     | 5     | 0     | 397    | 151    | 2.629  | 15   | 1    | 15,000 |
| 2   | China          | 12  | 5     | 4     | 1     | 369    | 221    | 1.670  | 13   | 3    | 4.333  |
| 3   | Alemanha       | 9   | 5     | 3     | 2     | 314    | 317    | 0.991  | 9    | 7    | 1.286  |
| 4   | Itália         | 5   | 5     | 2     | 3     | 303    | 372    | 0.815  | 7    | 11   | 0.636  |
| 5   | Estados Unidos | 4   | 5     | 1     | 4     | 290    | 433    | 0.670  | 5    | 13   | 0.385  |
| 6   | Canadá         | 0   | 5     | 0     | 5     | 226    | 405    | 0.558  | 1    | 15   | 0.067  |

| 17 de julho, 2011 09:00 Relatório | Brasil | 3 — 0                         | Estados Unidos | Ginásio do Maracanãzinho Público: 1.800 Árbitro(s): ITA Paolo Lavorenti GER Joerg Kelleenberger |
| 17 de julho, 2011 09:00 Relatório | 25 -   | Set 1 Set 2 Set 3 Set 4 Set 5 | 4 7 -          | Ginásio do Maracanãzinho Público: 1.800 Árbitro(s): ITA Paolo Lavorenti GER Joerg Kelleenberger |

| 17 de julho, 2011 17:00 Relatório | Itália   | 0—3                           | China | Colégio Militar do Rio de Janeiro Público: 150 Árbitro(s): N/A USA Kevin Wendelboe |
| 17 de julho, 2011 17:00 Relatório | 7 16 6 - | Set 1 Set 2 Set 3 Set 4 Set 5 | 25 -  | Colégio Militar do Rio de Janeiro Público: 150 Árbitro(s): N/A USA Kevin Wendelboe |

| 17 de julho, 2011 19:00 Relatório | Canadá     | 0—3                           | Alemanha | Ginásio do Maracanãzinho Público: 110 Árbitro(s): IRI Hosein Pourkashian CHN Zhang Chunqi |
| 17 de julho, 2011 19:00 Relatório | 16 19 17 - | Set 1 Set 2 Set 3 Set 4 Set 5 | 25 -     | Ginásio do Maracanãzinho Público: 110 Árbitro(s): IRI Hosein Pourkashian CHN Zhang Chunqi |

| 18 de julho, 2011 17:00 Relatório | Estados Unidos | 2—3                           | Itália         | Ginásio do Maracanãzinho Público: 450 Árbitro(s): BRA Gustavo Costa CHN Hui Wang |
| 18 de julho, 2011 17:00 Relatório | 18 25 11 26 8  | Set 1 Set 2 Set 3 Set 4 Set 5 | 25 21 25 24 15 | Ginásio do Maracanãzinho Público: 450 Árbitro(s): BRA Gustavo Costa CHN Hui Wang |

| 18 de julho, 2011 17:00 Relatório | Canadá  | 0—3                           | China | Colégio Militar do Rio de Janeiro Público: 170 Árbitro(s): KOR You Kun Kang BRA Felipe Turchiari |
| 18 de julho, 2011 17:00 Relatório | 8 6 7 - | Set 1 Set 2 Set 3 Set 4 Set 5 | 25 -  | Colégio Militar do Rio de Janeiro Público: 170 Árbitro(s): KOR You Kun Kang BRA Felipe Turchiari |

| 18 de julho, 2011 19:00 Relatório | Alemanha  | 0—3                           | Brasil | Ginásio do Maracanãzinho Público: 1,820 Árbitro(s): CAN Azad Hosein CHN Zhang Chunqi |
| 18 de julho, 2011 19:00 Relatório | 11 6 12 - | Set 1 Set 2 Set 3 Set 4 Set 5 | 25 -   | Ginásio do Maracanãzinho Público: 1,820 Árbitro(s): CAN Azad Hosein CHN Zhang Chunqi |

| 19 de julho, 2011 11:00 Relatório | Estados Unidos | 0—3                           | China | Ginásio do Maracanãzinho Público: 420 Árbitro(s): BRA Paulo Picanço IND Gurbax Singh |
| 19 de julho, 2011 11:00 Relatório | 9 10 14 -      | Set 1 Set 2 Set 3 Set 4 Set 5 | 25 -  | Ginásio do Maracanãzinho Público: 420 Árbitro(s): BRA Paulo Picanço IND Gurbax Singh |

| 19 de julho, 2011 13:00 Relatório | Itália        | 1—3                           | Alemanha   | Colégio Militar do Rio de Janeiro Público: 325 Árbitro(s): BRA Felipe Turchiari CHN Hui Wang |
| 19 de julho, 2011 13:00 Relatório | 15 25 14 15 - | Set 1 Set 2 Set 3 Set 4 Set 5 | 25 19 25 - | Colégio Militar do Rio de Janeiro Público: 325 Árbitro(s): BRA Felipe Turchiari CHN Hui Wang |

| 19 de julho, 2011 13:00 Relatório | Canadá  | 0—3                           | Brasil | Ginásio do Maracanãzinho Público: 1.700 Árbitro(s): USA Julei Voeck KOR You Kun Kang |
| 19 de julho, 2011 13:00 Relatório | 5 6 4 - | Set 1 Set 2 Set 3 Set 4 Set 5 | 25 -   | Ginásio do Maracanãzinho Público: 1.700 Árbitro(s): USA Julei Voeck KOR You Kun Kang |

| 20 de julho, 2011 15:00 Relatório | China | 3—0                           | Alemanha  | Ginásio do Maracanãzinho Público: 400 Árbitro(s): IND Gurbax Singh CAN Azad Hosein |
| 20 de julho, 2011 15:00 Relatório | 25 -  | Set 1 Set 2 Set 3 Set 4 Set 5 | 15 18 8 - | Ginásio do Maracanãzinho Público: 400 Árbitro(s): IND Gurbax Singh CAN Azad Hosein |

| 20 de julho, 2011 17:00 Relatório | Estados Unidos | 3—1                           | Canadá      | Colégio Militar do Rio de Janeiro Público: 550 Árbitro(s): BRA Paulo Picanço GER Joerg Kelleenberger |
| 20 de julho, 2011 17:00 Relatório | '26 28 25 -    | Set 1 Set 2 Set 3 Set 4 Set 5 | 24 30' 20 - | Colégio Militar do Rio de Janeiro Público: 550 Árbitro(s): BRA Paulo Picanço GER Joerg Kelleenberger |

| 20 de julho, 2011 17:00 Relatório | Itália  | 0—3                           | Brasil | Ginásio do Maracanãzinho Público: 1.500 Árbitro(s): CHN Hui Wang CAN Elias Soueiti |
| 20 de julho, 2011 17:00 Relatório | 6 5 9 - | Set 1 Set 2 Set 3 Set 4 Set 5 | 25 -   | Ginásio do Maracanãzinho Público: 1.500 Árbitro(s): CHN Hui Wang CAN Elias Soueiti |

| 21 de julho, 2011 17:00 Relatório | Brasil     | 3—1                           | China         | Ginásio do Maracanãzinho Público: 3.100 Árbitro(s): GER Joerg Kellenberger USA Kevin Wendelboe |
| 21 de julho, 2011 17:00 Relatório | 25 22 25 - | Set 1 Set 2 Set 3 Set 4 Set 5 | 11 19 25 14 - | Ginásio do Maracanãzinho Público: 3.100 Árbitro(s): GER Joerg Kellenberger USA Kevin Wendelboe |

| 21 de julho, 2011 17:00 Relatório | Alemanha | 3—0                           | Estados Unidos | Colégio Militar do Rio de Janeiro Público: 150 Árbitro(s): KOR Jae Sun Lee CAN Elias Soueiti |
| 21 de julho, 2011 17:00 Relatório | 25 -     | Set 1 Set 2 Set 3 Set 4 Set 5 | 15 12 19 -     | Colégio Militar do Rio de Janeiro Público: 150 Árbitro(s): KOR Jae Sun Lee CAN Elias Soueiti |

| 21 de julho, 2011 19:00 Relatório | Canadá    | 0—3                           | Itália | Ginásio do Maracanãzinho Público: 180 Árbitro(s): KOR You Kun Kang IND Gurbax Singh |
| 21 de julho, 2011 19:00 Relatório | 20 7 13 - | Set 1 Set 2 Set 3 Set 4 Set 5 | 25 -   | Ginásio do Maracanãzinho Público: 180 Árbitro(s): KOR You Kun Kang IND Gurbax Singh |

## Fase Final

### Decisão do 5º lugar
| 23 de julho, 2011 11:00 Relatório | Estados Unidos | 2—3                           | Canadá      | Colégio Militar do Rio de Janeiro Público: 260 Árbitro(s): IND Gurbax Singh BRA Paulo Picanço |
| 23 de julho, 2011 11:00 Relatório | 25 22 13       | Set 1 Set 2 Set 3 Set 4 Set 5 | 22 21 25 15 | Colégio Militar do Rio de Janeiro Público: 260 Árbitro(s): IND Gurbax Singh BRA Paulo Picanço |

### Disputa pelo bronze
| 23 de julho, 2011 15:00 Relatório | Alemanha | 3-1                           | Itália      | Ginásio do Maracanãzinho Público: 8.250 Árbitro(s): BRA Gustavo Costa CAN Elias Soueiti |
| 23 de julho, 2011 15:00 Relatório | 21 25    | Set 1 Set 2 Set 3 Set 4 Set 5 | 25 17 15 20 | Ginásio do Maracanãzinho Público: 8.250 Árbitro(s): BRA Gustavo Costa CAN Elias Soueiti |

### Final
| 23 de julho, 2011 17:00 Relatório | Brasil | 3—1                           | China       | Ginásio do Maracanãzinho Público: 9.500 Árbitro(s): USA Julie Voeck KOR Jae Sun Lee |
| 23 de julho, 2011 17:00 Relatório | 25     | Set 1 Set 2 Set 3 Set 4 Set 5 | 27 16 17 12 | Ginásio do Maracanãzinho Público: 9.500 Árbitro(s): USA Julie Voeck KOR Jae Sun Lee |

## Classificação final
| Pos.              | País           |
| ----------------- | -------------- |
| Medalha de ouro   | Brasil         |
| Medalha de prata  | China          |
| Medalha de bronze | Alemanha       |
| 4                 | Itália         |
| 5                 | Canadá         |
| 6                 | Estados Unidos |